# Ulrich Becker
 (mai 2021).
Si vous disposez d'ouvrages ou d'articles de référence ou si vous connaissez des sites web de qualité traitant du thème abordé ici, merci de compléter l'article en donnant les références utiles à sa vérifiabilité et en les liant à la section « Notes et références ».
Ulrich Becker, né le 14 novembre 1958 , est un écrivain espérantophone d'origine allemande. On lui doit quelques poèmes en espéranto.
Il a étudié la philologie à Berlin. Il a appris l'espéranto en 1976. Il a travaillé pour l’Association d’espéranto de RDA de 1988 à 1990 dans l'enseignement et l'élaboration de matériel pédagogique. Membre du bureau de l’association allemande d'espéranto de 1991 à 1993, il a participé à l'organisation du congrès mondial d'espéranto à Berlin en 1999. Il a fondé la maison d'édition Mondial (eo), qui édite Beletra Almanako.